# تيدي كينغ
تيدي كينغ (بالإنجليزية: Teddy King)‏ (7 يوليو 1884 في المملكة المتحدة - 1952) هو لاعب كرة قدم بريطاني في مركز نصف الجناح. لعب مع ليستر سيتي.